# 大满镇
大满镇，是中华人民共和国甘肃省张掖市甘州区下辖的一个乡镇级行政单位。

## 行政区划
大满镇下辖以下地区：
柏家沟村、新华村、新新村、城西闸村、石子坝村、平顺村、什信村、马均村、东闸村、西闸村、兰家寨村、朝元村、四号村、訾家寨村、小堡子村、朱家庄村、李家墩村、汤家什村、黑城村、大沟村和新庙村。